# Hotel Manila
El Hotel Manila es un hotel histórico de 570 habitaciones, de cinco estrellas, que se encuentra la bahía de Manila en la ciudad de Manila, Filipinas. El edificio es el hotel de lujo más antiguo de Filipinas construido en 1909 para competir con el Palacio de Malacañang, la residencia oficial del Presidente de las Filipinas y que fue inaugurado en la conmemoración de la independencia estadounidense el 4 de julio de 1912. El complejo hotelero, fue construido en una tierra ganada al mar de 35.000 metros cuadrados (380.000 pies cuadrados) en el extremo noroccidental del parque Rizal junto la vía Bonifacio . El ático del hotel fue la residencia del general Douglas MacArthur durante su mandato como asesor militar de la Mancomunidad de Filipinas desde 1935 hasta 1941.
El hotel contiene las oficinas de varias organizaciones de extranjeras de noticias, incluido The New York Times. Ha acogido a numerosas personalidades históricas y celebridades, incluidos los escritores Ernest Hemingway y James A. Michener; los actores Douglas Fairbanks, Jr. y John Wayne; editor Henry Luce; los artistas Sammy Davis, Jr., Michael Jackson y los Beatles; El presidente de EE. UU., John F. Kennedy, el primer ministro británico, Anthony Eden, y otros líderes mundiales. 
La torre del hotel, construida como parte de la renovación y expansión del hotel desde 1975 hasta 1977, es la torre más alta del hotel en el área de la Bahía de Manila.

## Historia
Cuando Estados Unidos arrebató las Islas Filipinas a España en 1898 después de la Guerra Hispano-estadounidense,  el presidente William McKinley comenzó a americanizar la antigua colonia española. En 1900 designó a William Howard Taft para dirigir la Comisión Filipina para evaluar las necesidades del nuevo territorio. Taft, que más tarde se convirtió en el primer gobernador general civil de Filipinas, decidió que Manila, la capital, debería ser una ciudad planificada. Contrató a su arquitecto y urbanista Daniel Hudson Burnham, quien había construido Union Station y el edificio de la Plaza de Correos en Washington. En Manila, Burnham tenía en mente un bulevar ancho y arbolado a lo largo de la bahía, comenzando en una zona de parques dominada por un magnífico hotel. Para ejecutar los planes de Burnham, Taft contrató a William E. Parsons, un arquitecto de la ciudad de Nueva York, que diseñó un hotel impresionante y cómodo similar a una misión de California pero más grandioso. El diseño original contaba con una planta en forma de H que se centraba en habitaciones bien ventiladas en dos alas, lo que proporcionaba grandes vistas del puerto, Luneta e Intramuros. El piso superior era, de hecho, una plataforma de observación grande que se utilizó para diversas funciones, incluida la observación los vapores de la marina estadounidense en el puerto.

### Primera renovación
Durante el comienzo de la Mancomunidad de Filipinas en 1935, el presidente Manuel Quezón contrató al arquitecto filipino Andrés Luna de San Pedro, que había estudiado en París, hijo del pintor Juan Luna, para hacerse cargo de las renovaciones del Hotel Manila. El trabajo fue realizado bajo la supervisión de la reconocida firma de ingeniería Pedro Siochi and Company. El hotel fue la residencia del general Douglas MacArthur cuando se convirtió en el asesor militar de la Mancomunidad. Luna convirtió el último piso del hotel en un elegante ático y expandió el ala oeste hacia el norte, creando el anexo con aire acondicionado, y diseñó algunas salas públicas clave, como el Fiesta Pavilion, entonces el mayor salón de actos del hotel, El hotel fue el lugar donde se celebraron las festividades durante la inauguración del gobierno de la Mancomunidad de Filipinas en noviembre de 1935.

### La Segunda Guerra Mundial
Durante la Segunda Guerra Mundial, el hotel fue ocupado por tropas japonesas, y la bandera japonesa fue colocada encima de las paredes durante toda la guerra. Durante la Batalla de Manila, el hotel fue incendiado por los japoneses. El armazón del edificio sobrevivió al incendio y la estructura fue reconstruida más tarde.

### Bajo la ley marcial
Durante la dictadura de Ferdinand Marcos, de acuerdo con el Decreto Presidencial n. 645, la antigua Manila Hotel Company fue liquidada y el gobierno se hizo cargo de su propiedad. El Sistema de Seguro de Servicio Gubernamental (GSIS) recibió el mandato de formar una nueva corporación subsidiaria que restauraría, renovaría y expandiría el Hotel Manila. En las siguientes dos décadas, la esposa del Sr. Marcos, Imelda, podía ser vista con frecuencia en los restaurantes del hotel. Durante sus visitas, se colocó una alfombra roja y guirnaldas y se roció el aire con desodorante.

### 1975 renovación
El hotel fue remodelado en 1975 y ampliado a 570 habitaciones añadiendo un edificio de gran altura detrás de la estructura original de cinco pisos. Las renovaciones estuvieron encabezadas por los Artistas Nacionales de Arquitectura Leandro Locsin e Ildefonso Santos. Los servicios para los huéspedes se actualizaron, incluidos los servicios ejecutivos, la traducción de idiomas, una biblioteca de negocios, televisión en color y películas de circuito cerrado.

### Transferencia de la propiedad
Alrededor de 1995, el Sistema de Seguro de Servicios Gubernamentales (GSIS) convocó una licitación para vender la propiedad. La licitación fue para una firma malaya, la oferta conjunta de  Renong Berhad e ITT-Sheraton sobrepasando la de Emilio Yap, un magnate multimillonario chino-filipino y propietario del Manila Bulletin, el periódico más grande del país en circulación. Yap acudió al Tribunal Supremo de Filipinas y ganó igualando la oferta de Rehong y citando la  el artículo de Primero Filipino de la Constitución relacionada con la propiedad de un bien "patrimonio nacional". El cincuenta y uno por ciento de la propiedad fue otorgada a Manila Prince Hotel Corporation (MPHC) de Yap, mientras que los nuevos propietarios se unieron el 25 de abril de 1997 como accionistas del 49 por ciento.

### Centenario
En 2008, el Hotel Manila se sometió a una serie de renovaciones  para su celebración del centenario en 2012. Todas las habitaciones del hotel fueron renovadas equipadas con instalaciones y servicios modernos. Las ventanas de las habitaciones se agrandaron. 
El 17 de enero de 2008 se inauguró la Manila Hotel Tent City, ubicada al oeste de la estructura original. El salón de presentaciones / conferencias podría acomodar a 2,500 invitados para recepciones de bodas, aniversarios, convenciones y exposiciones. Sus techos altos permiten incluso la configuración y el diseño más complejos del lugar.  The Tent se convirtió en el escenario principal cuando el hotel celebró su centésimo aniversario con un Centennial Ball el 4 de julio de 2012 con el presidente Benigno Aquino III como invitado de honor.  